# Saint Leo (Flórida)
Saint Leo é a única vila localizada no estado americano da Flórida, no condado de Pasco. Foi incorporada em 1891.

## Geografia
De acordo com o United States Census Bureau, a vila tem uma área de 4,2 km², onde 3,5 km² estão cobertos por terra e 0,7 km² por água.

## Demografia
Segundo o censo nacional de 2010, a sua população é de 1 340 habitantes e sua densidade populacional é de 380,4 hab/km². Possui 140 residências, que resulta em uma densidade de 39,7 residências/km². É a localidade que, em 10 anos, teve o maior crescimento populacional do condado de Pasco.